# Glàndula sudorípara eccrina
Les glàndules sudorípares eccrines són glàndules tubulars simples que regulen la temperatura corporal. Són estructures independents, no associades amb el fol·licle pilós. Cada glàndula s'organitza amb una estructura tubular de fons sec. Té un segment secretor anomenat adenòmer glomerular, situat en la dermis profunda o en la part superficial de l'hipoderma i també consta d'un segment canicular que desboca en la superfície de l'epidermis. La principal funció d'aquestes glàndules és el control de la temperatura corporal a través del refredament causat per l'evaporació de l'aigua de la suor sobre l'epidermis. A més també actua com un òrgan excretor.
L'adenòmer glomerular produeix una secreció hipotònica amb poques proteïnes i quantitats variables de clorur de sodi, urea, àcid úric i amoni.

## Tipus cel·lulars
En l'adenòmer glomerular trobem tres tipus diferents de cèl·lules: clares, fosques i mioepitetials:
- Cèl·lules clares basals, que segreguen aigua i electròlits. Es caracteritzen per tenir abundant glicogen
- Cèl·lules fosques apicals, que són seroses i segreguen proteïnes. Tenen un RER i grànuls de secreció abundants.
- Cèl·lules mioepitelials contràctils, la contracció de les quals produeix l'expulsió ràpida de la suor.